# Anicetus ceylonensis
Anicetus ceylonensis är en stekelart som beskrevs av Howard 1896. Anicetus ceylonensis ingår i släktet Anicetus och familjen sköldlussteklar. Inga underarter finns listade i Catalogue of Life.